# Hamburger Tennis-Verband
Der Hamburger Tennis-Verband e. V. (HTV) ist die Dachorganisation aller Tennisvereine in Hamburg.

## Geschichte
Der Hamburger Tennis-Verband wurde im Jahr 1932 gegründet. Im April 1979 erschien die erste Ausgabe der Hamburger Tennis-Zeitung.

## Struktur
Der Verband hat aktuell 34.704 Mitglieder, die in 95 Vereinen bzw. Abteilungen auf 899 Plätzen, davon 715 Freiluft- und 184 Hallenplätze, Tennis spielen. Damit ist Tennis nach Fußball und Turnen die drittgrößte Sportart in Hamburg. Der HTV ist Mitglied im Deutschen Tennisbund.

## Organisation
Dem Präsidium gehören folgende Personen an:
- Matthias von Rönn, Präsident
- Silke Bertram, Vizepräsidentin Finanzen
- Jens Peter Kröger, Vizepräsident Sport
- Sigrid Rinow, Vizepräsidentin Jugendsport

## Ehemalige Präsidenten
- 1980–1992: Heinz Brenner (Ehrenpräsident des HTV)